# Pavonia undulata
Pavonia undulata är en malvaväxtart som beskrevs av Antonio Krapovickas. Pavonia undulata ingår i släktet påfågelsmalvor, och familjen malvaväxter. Inga underarter finns listade i Catalogue of Life.